# Gebers konvalescenthem

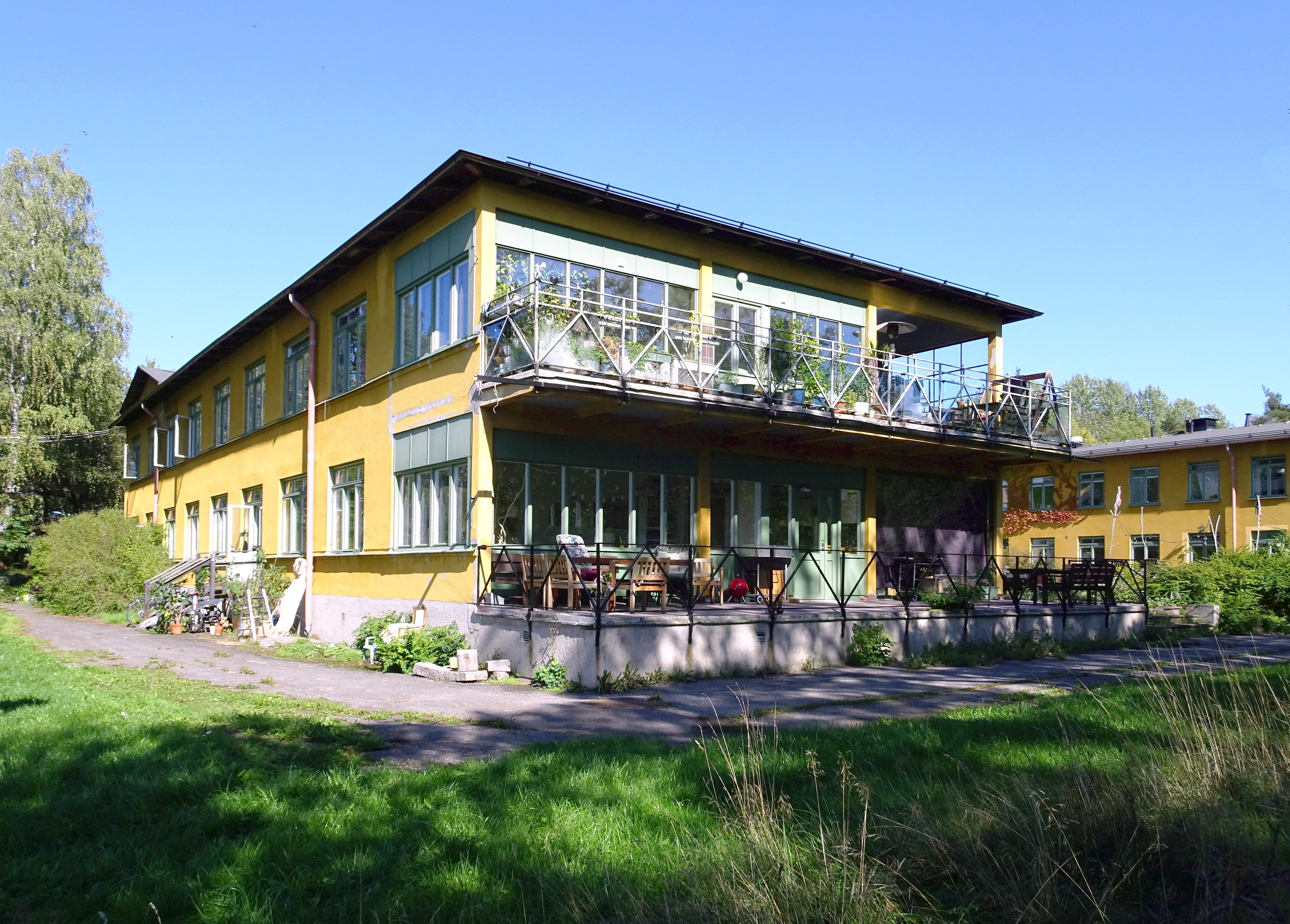
Gebers före detta konvalescenthem, västra flygeln, 2018.

Gebers konvalescenthem (även Geberska stiftelsens konvalescenthem eller kort Gebers) var ett behandlingshem för konvalescens och rekreation vid sjön Drevviken i stadsdelen Orhem i södra Stockholm. Byggnaden ritades av arkitekt Karl Güettler och invigdes 1936. År 1997 byggdes vårdanläggningen om till ett av Sveriges första kollektivhus med ekologisk inriktning. Namnet "Geber" återkommer i kvartersbeteckningen där byggnaden ligger och i Geber (småort).

## Donationen

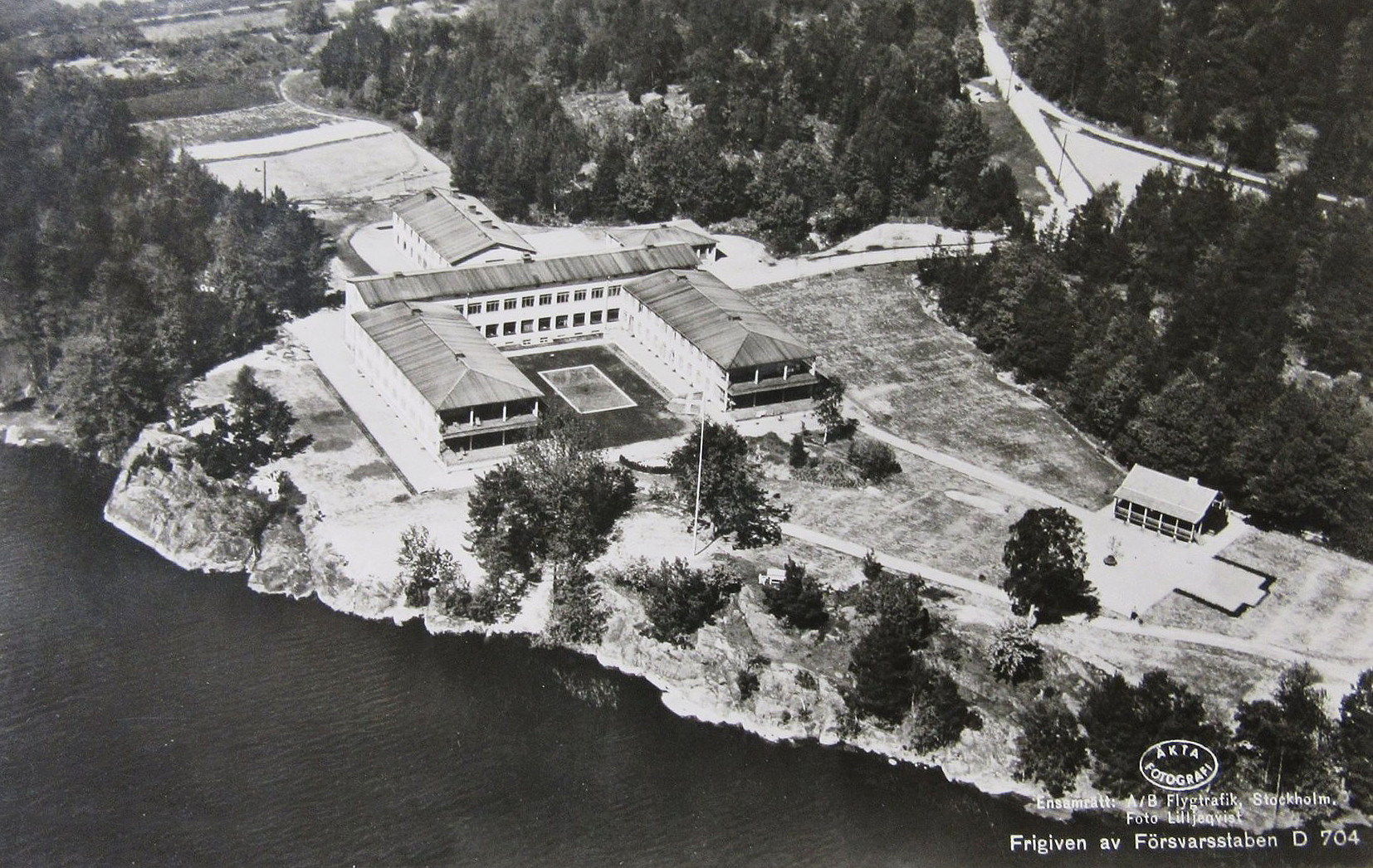
Anläggningen på 1940-talet.

Bygget blev möjligt genom en generös donation av bankiren Martin Geber (död 1929) som testamenterade 800 000 kronor (motsvarande omkring 25 miljoner kronor, 2019) till en stiftelse vars syfte var att "bereda lantvistelse åt medellösa konvalescenter, såväl barn som äldre, vilka äro i behov av rekreationsvistelse på landet". Stiftelsen skulle bära hans namn och stå under Stockholms stads överinseende. De intagna skulle företrädesvis komma från Stockholm.

## Vårdhemmet
Det stora byggnadskomplexet uppfördes på en avstyckad tomt om 33 000 kvadratmeter som tidigare tillhörde Orhems gård och som sedan 1913 ägdes av Stockholms stad. Tomten är vackert belägen vid Drevviken. Till arkitekt anlitades Karl Güettler som gav byggnaden ett för tiden typiskt, funktionalistiskt utseende. 
Hemmet består av fyra volymer med en huvudbyggnad i tre våningar i mitten, två flyglar mot söder i två våningar och ytterligare en flygel mot norr med två våningar. Varje husdel fick sin egen funktion. Totalt anordnades 136 vårdplatser förlagda i de båda södra flyglarna medan huvudbyggnaden bland annat innehöll samlingsrum, lekrum, matsalar och olika behandlingsrum. I norra flygeln, den så kallade ekonomibyggnaden, låg ett storkök och flera personalrum. Karakteristisk för byggnaden var de stora inglasade solverandorna i gavlarna mot söder. Mellan flyglarna lade arkitekten en spegeldamm och söder därom anslöt en park. Det fanns även en numera riven isoleringspaviljong med fem vårdplatser som placerades något avsides söder om huvudbyggnaden. Byggarbetena påbörjades 1934 och avslutades 1936. Hela bygget kostade 836 000 kronor.

## Ritningar

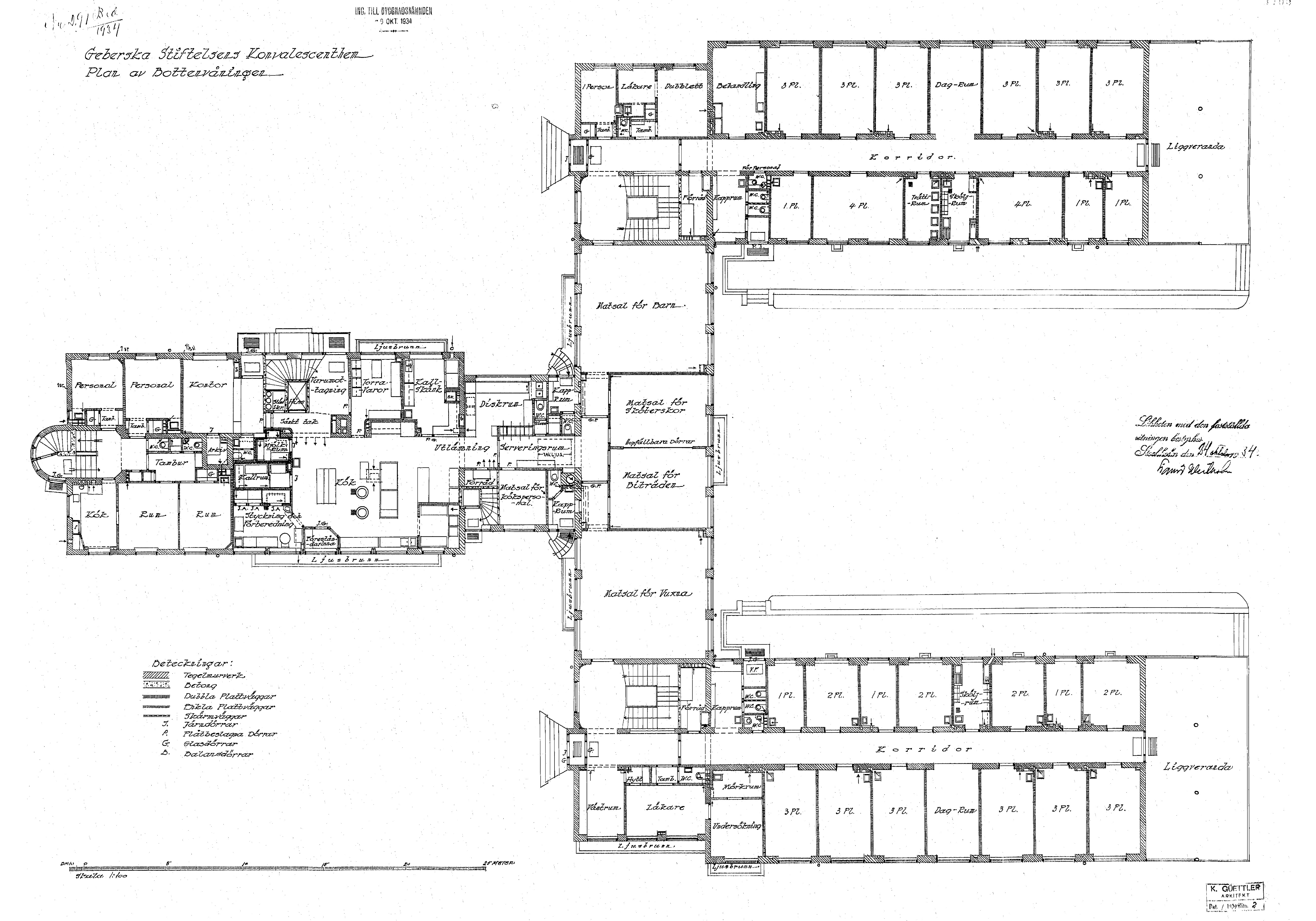
Bottenvåning.
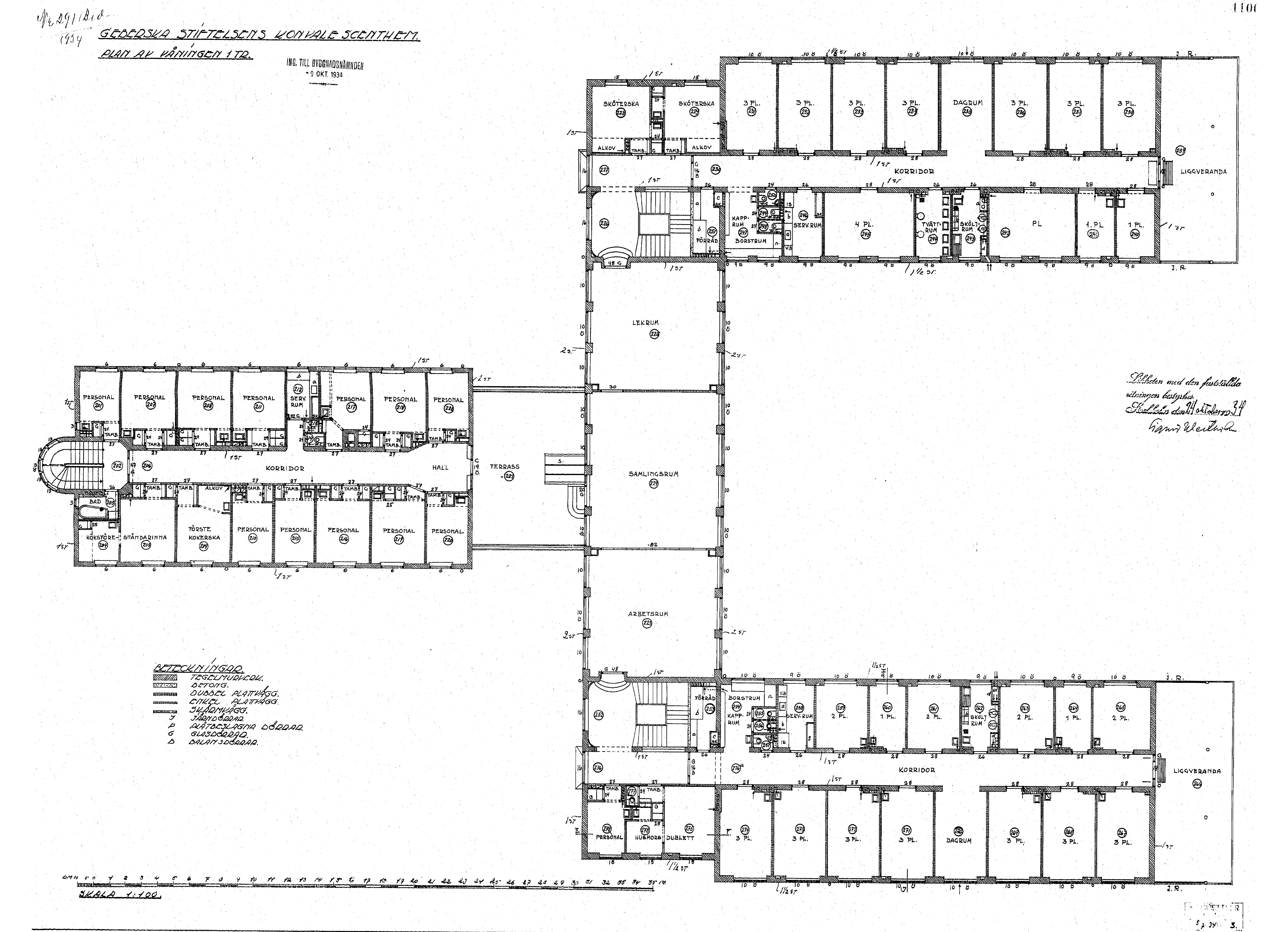
Våning 1 trappa.
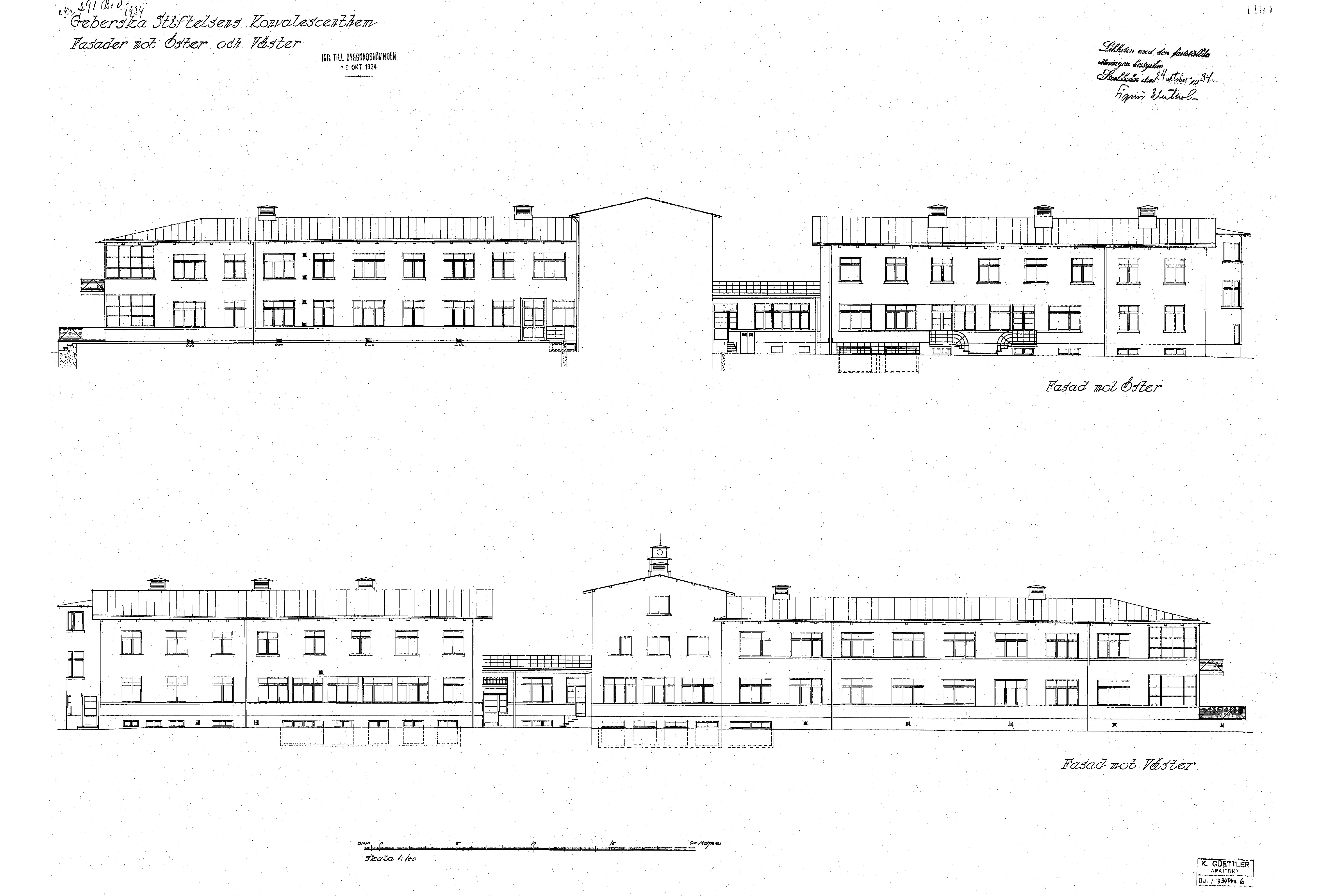
Fasader.
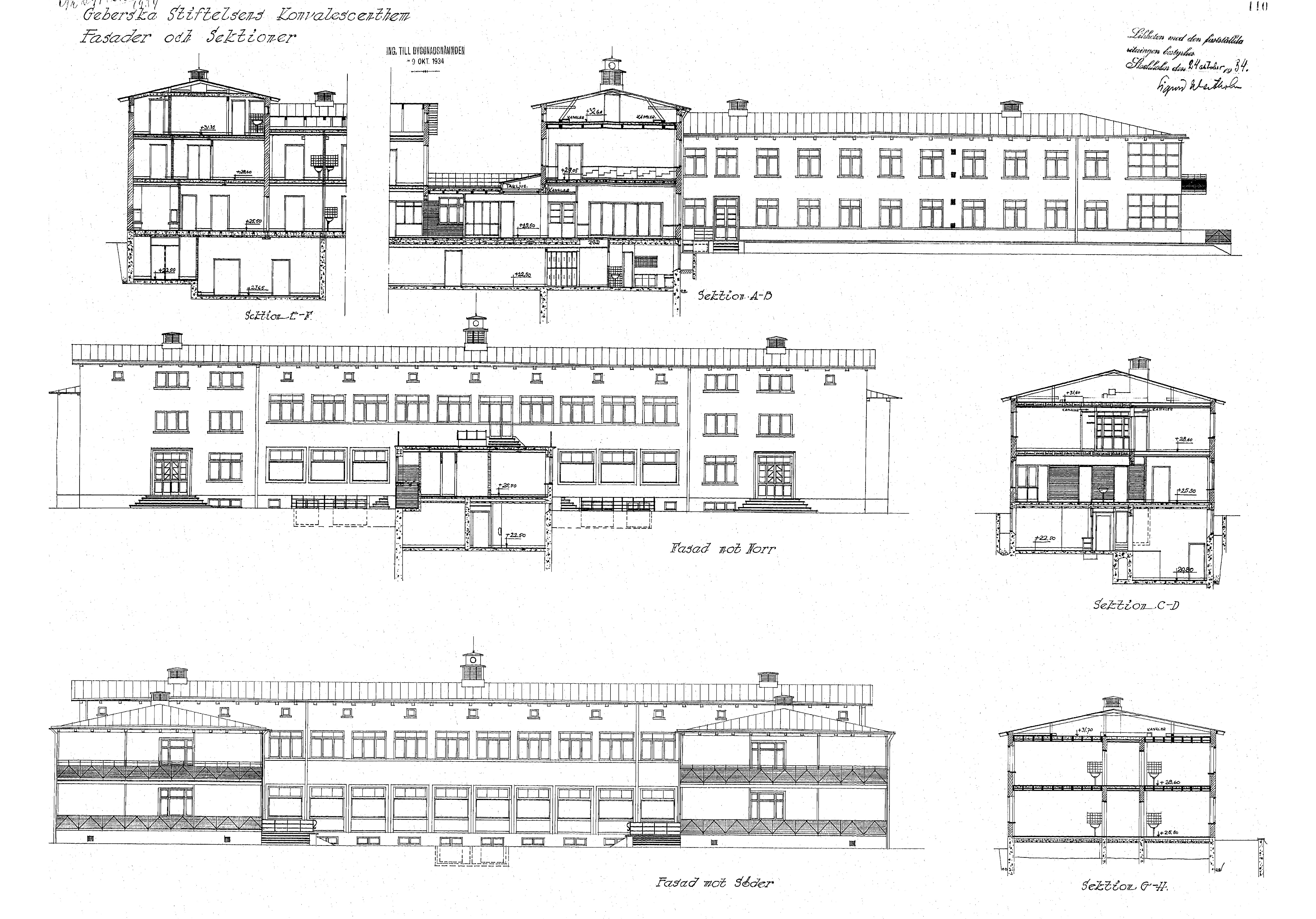
Fasader, sektioner.

## Kollektivhuset
Mellan 1936 och 1987 fungerade anläggningen som vårdhem inom Stockholms läns landsting, därefter fanns här en flyktingförläggning och efter 1994 stod husen i stort sedd tomma. 1995 såldes det gamla vårdhemmet till föreningen Ekologisk Kollektivboende i Orhem (EKBO). Målet var att skapa ett av Sveriges första kollektivhus med ekologisk inriktning. 1997 ansökte föreningen om en detaljplaneändring som skulle möjliggöra inrättandet av ett 30-tal bostäder i det tidigare konvalescenthemmet. Planändringen vann laga kraft i oktober 1997 och därefter byggdes husen om av de boende själva i samarbete med HSB. 
En bostadsrättsförening bildas, där hälften av de 32 lägenheterna skulle gå till Ekbomedlemmar och den andra hälften till sökande från HSB:s bostadskö. De gamla vårdrummen förvandlades till lägenheter med varierande storlekar efter ritningar av REFUG arkitekter. På några av taken installerades solpaneler som försörjer alla hushåll med varmvatten och alla hushåll skulle separera sitt eget toalettavfall från torrtoaletter, som sedan används som gödsel av bönder i närheten. 1998 flyttade de första boende in. Speciellt de ekologiska toaletterna har blivit ett studieobjekt för utländska tekniker och miljötjänstemän.

## Nutida bilder

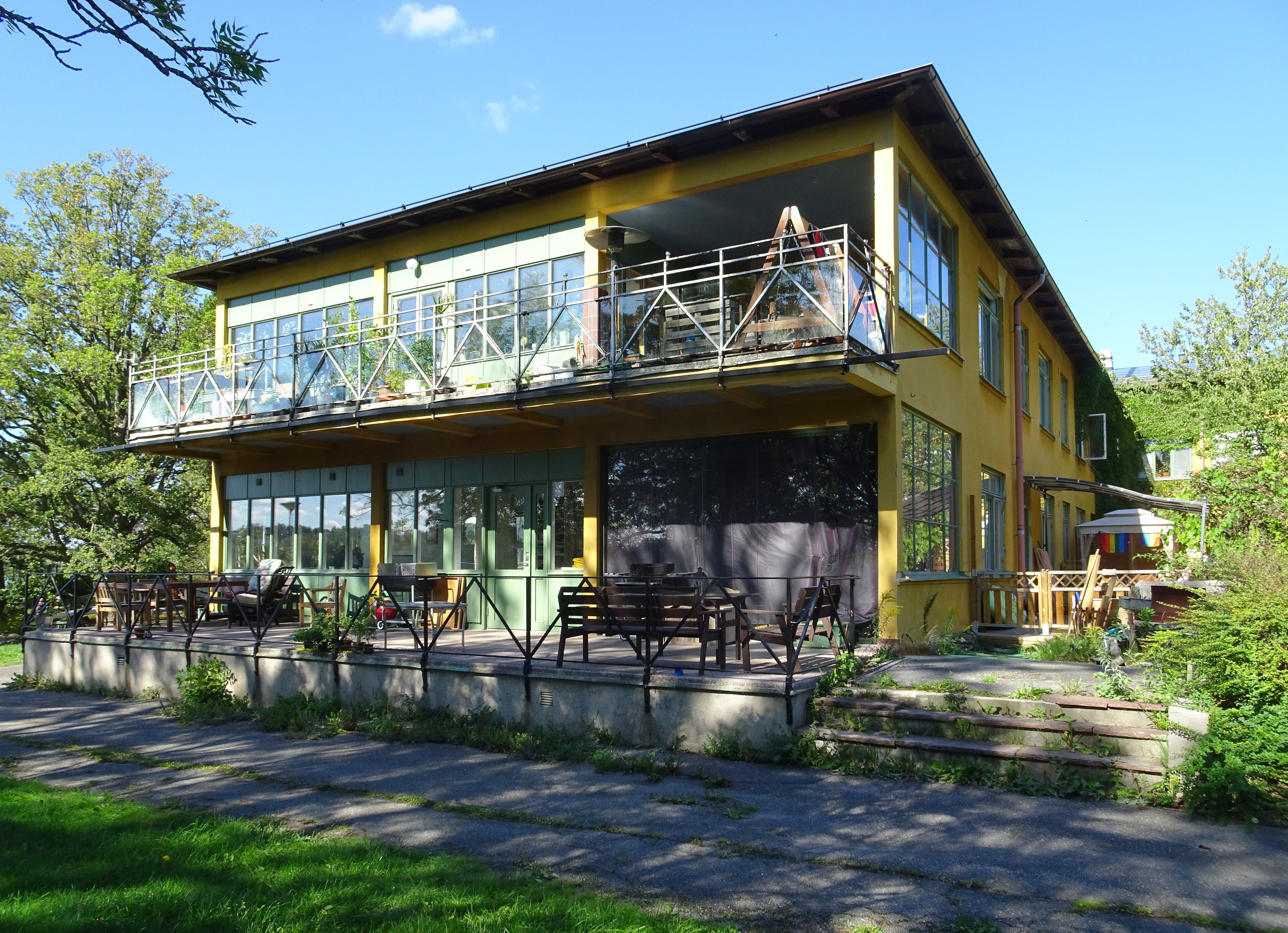
Sydvästra flygeln.
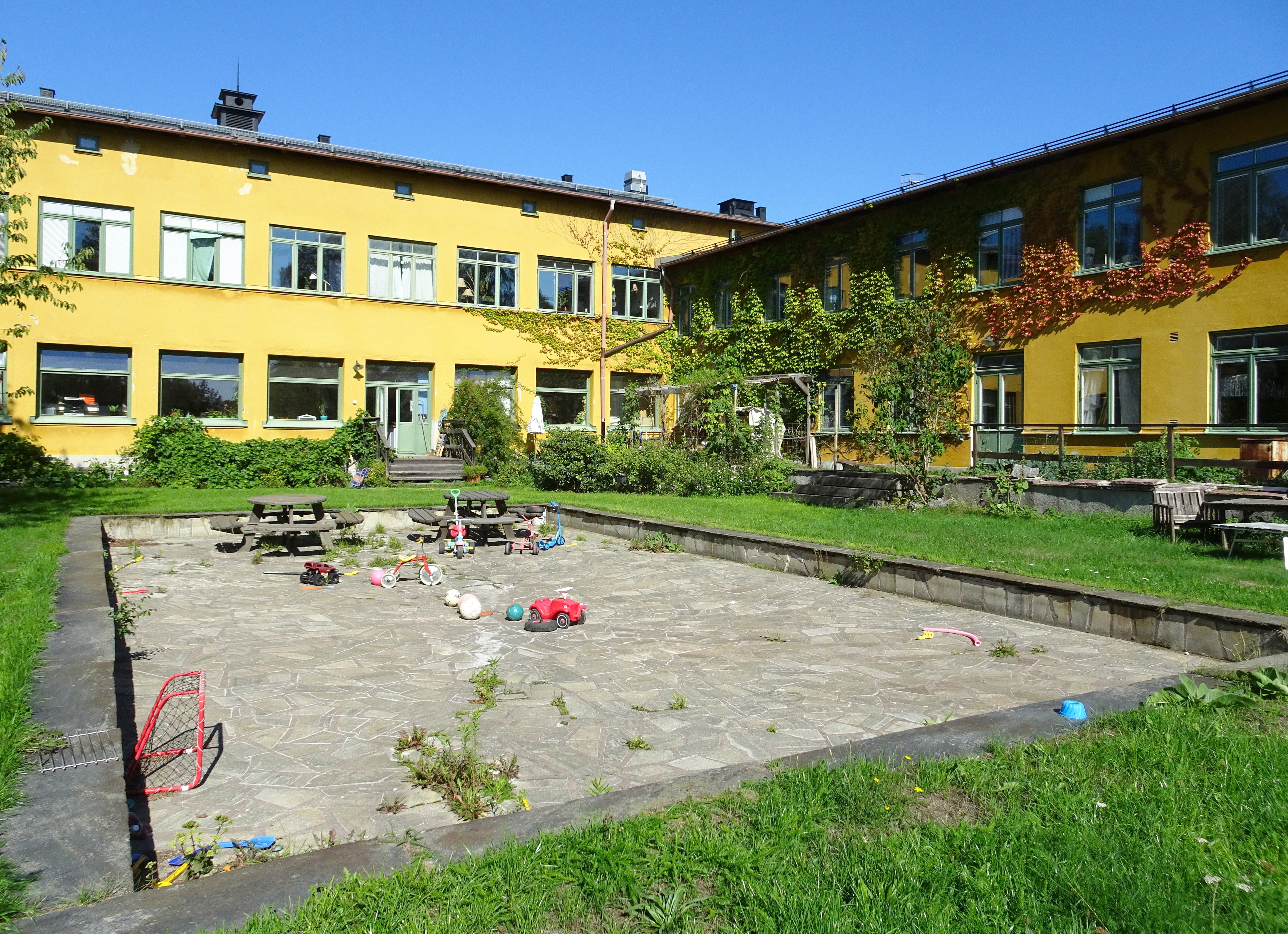
Innergården med spegeldammen.
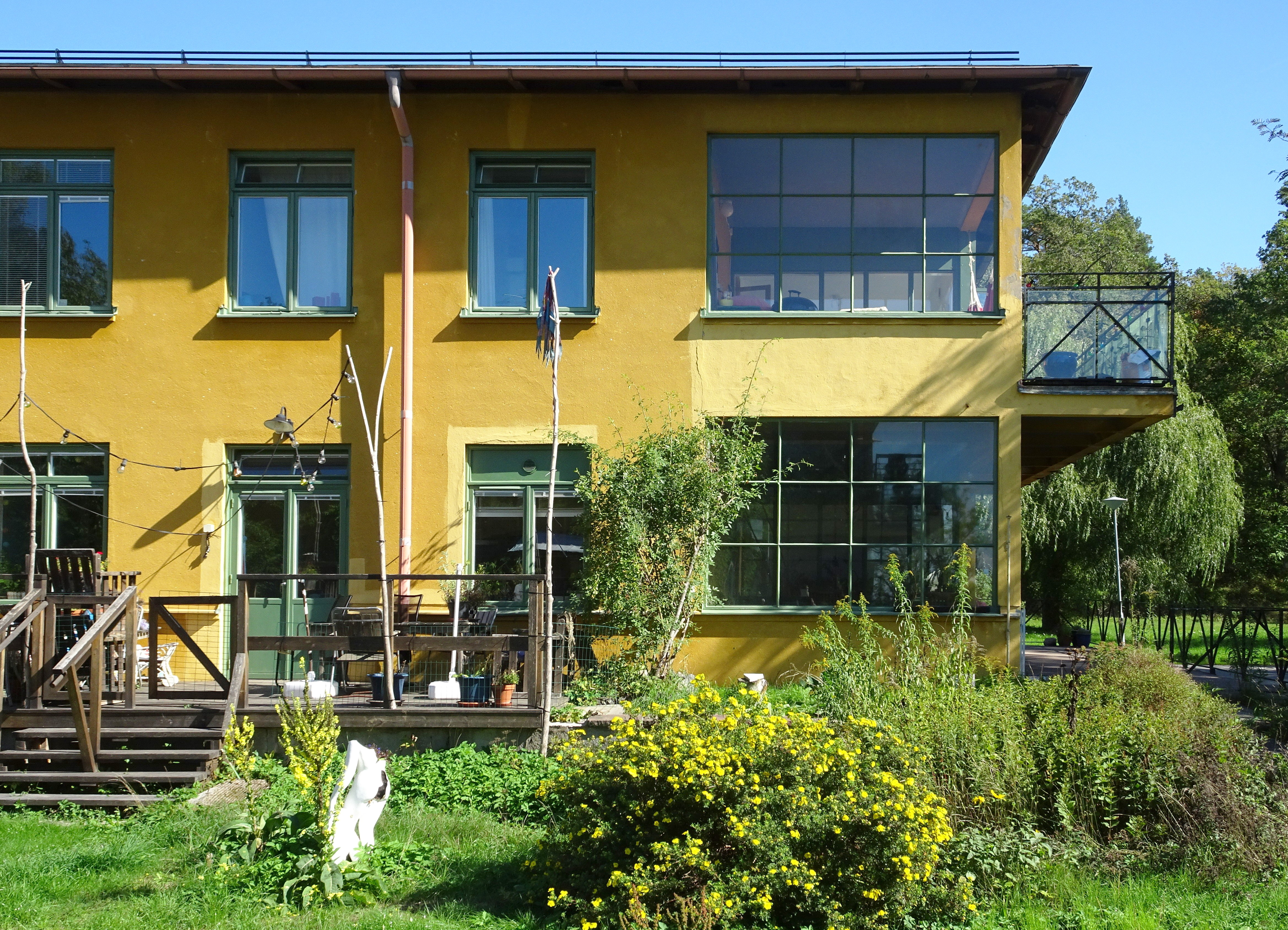
Inglasade solverandorna.
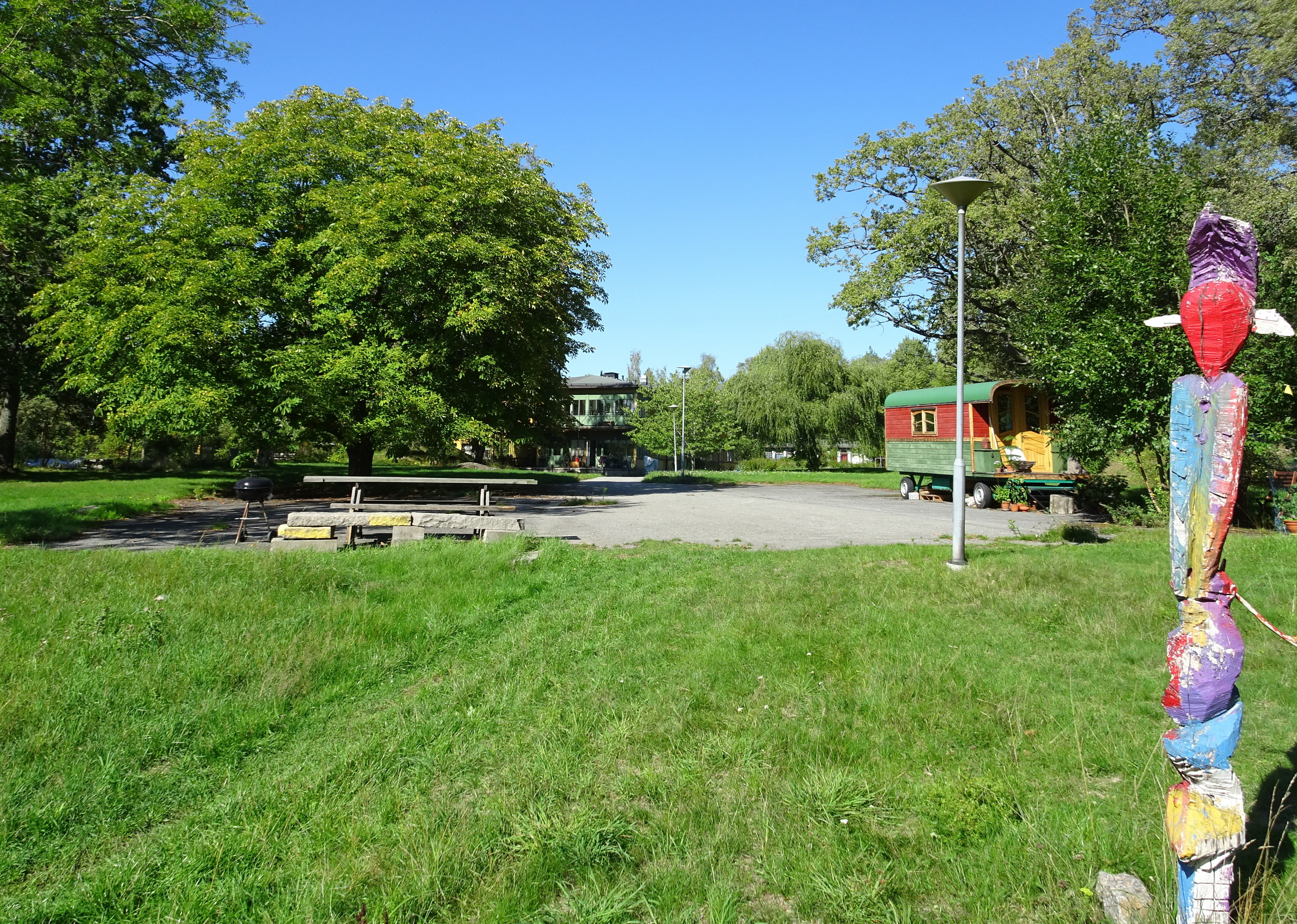
Parken
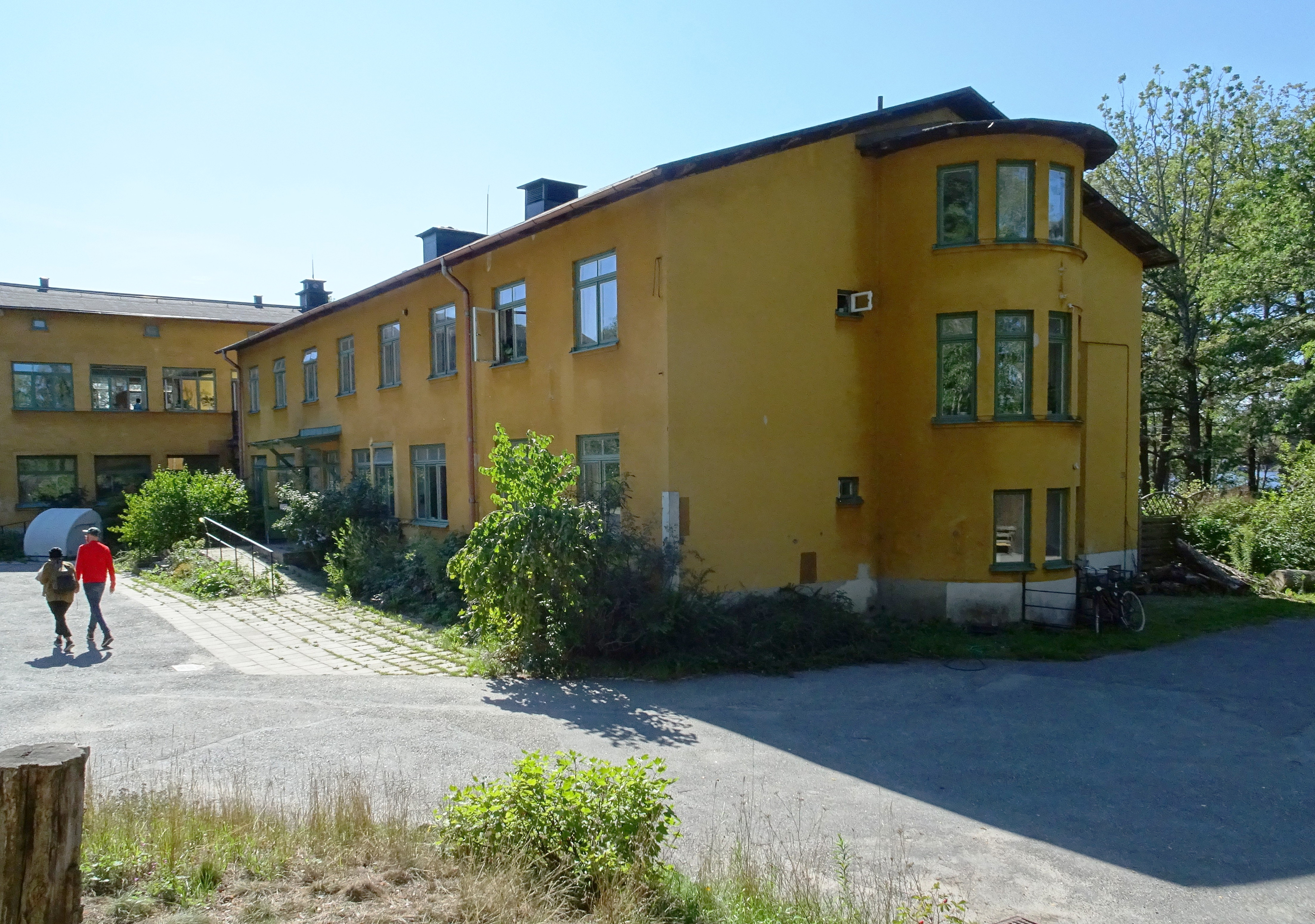
Norra Flygeln